# Louis Jacobsohn-Lask
Louis Jacobsohn-Lask, all'anagrafe Louis Jacobsohn (Bydgoszcz, 2 marzo 1863 – Sebastopoli, 17 maggio 1941), è stato un neurologo tedesco.

## Biografia

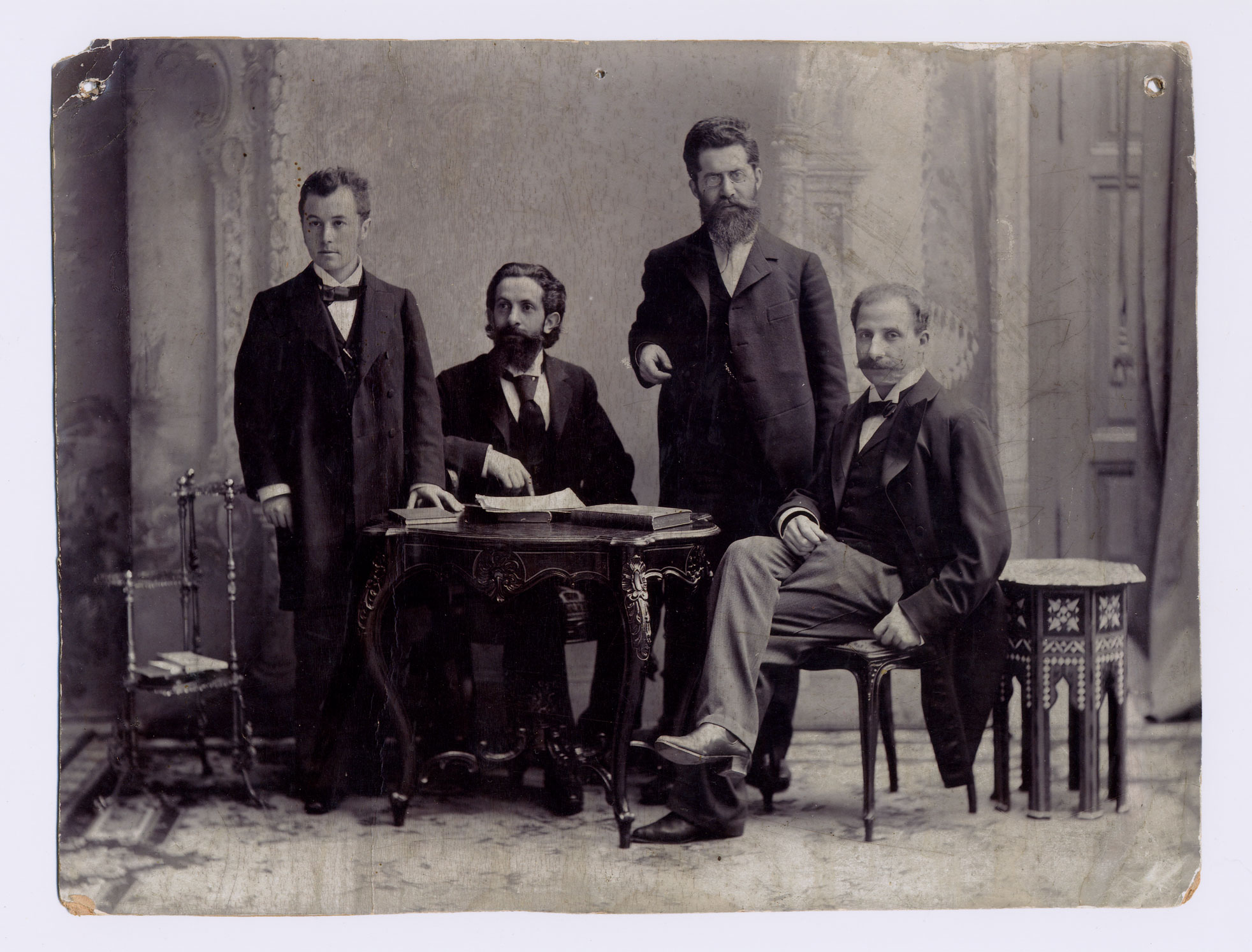
Da sinistra a destra (in piedi) Dr S. Kalischer, il dottor Edward Flatau, Dr L. Jacobsohn-Lask, il dottor B. Pollack. Berlino, ca 1900.

Ha studiato medicina presso l'Università di Berlino sotto Heinrich Wilhelm Waldeyer, Rudolf Virchow, Emil du Bois-Reymond, Ernst Viktor von Leyden e Robert Koch. Nel 1899 Jacobsohn e Edward Flatau hanno scritto Handbuch der Anatomie und vergleichenden Anatomie des Centralnervensystems der Säugetiere, che comprendeva uno dei primi tentativi della classificazione dei solchi e delle circonvoluzioni della corteccia cerebrale umana. Nel 1904 ha scritto, insieme a Flatau e Lazar Minor, un'altra monografia, Handbuch der pathologischen Anatomie der Nervensystems. Ha descritto un riflesso delle dita chiamato Riflesso Bechterew-Jacobsohn o Jacobsohn riflesso. Nel 1909 descrisse per primo il nucleo pedunculopontine.
Nel 1936 emigrò in Unione Sovietica con la moglie, Berta Jacobsohn-Lask, una comunista di provenienza ebraica, che aveva sposato nel 1901. Egli è stato incoraggiato a continuare il suo lavoro scientifico. Si stabilirono a Sebastopoli, dove Louis Jacobsohn-Lask è morto nel 1941.